# Kyary Pamyu Pamyu
Kiriko Takemura, född 29 januari 1993 i Nishitokyo, mer känd under sitt artistnamn Kyary Pamyu Pamyu, är en japansk sångerska. 

## Karriär
Kiriko Takemura blev känd för sin debutsingel "PonPonPon" som kom den 20 juli 2011. Musikvideon till låten blev känd även utanför Japan då den spreds över internet. Den hade fler än 32 miljoner visningar på Youtube i augusti 2012. En andra singel med titeln "Jelly" släpptes den 3 augusti. Efter det kom EP-skivan Moshi Moshi Harajuku den 17 augusti. Hennes tredje singel "Tsukema Tsukeru" släpptes den 6 december 2011. Den 13 mars nästa år kom hennes fjärde singel "Candy Candy". Den 22 maj 2012 kom till slut debutalbumet med titeln Pamyu Pamyu Revolution.

## Diskografi

### Studioalbum
- 2012 - Pamyu Pamyu Revolution
- 2013 - Nanda Collection
- 2014 - Pika Pika Fantasian

### EP
- 2011 - Moshi Moshi Harajuku

### Singlar
- 2010 - Miracle Orange (ミラクルオレンジ)
- 2010 - Loveberry (ラブベリー)
- 2011 - PonPonPon
- 2011 - Jelly
- 2012 - Tsukematsukeru (つけまつける)
- 2012 - Candy Candy
- 2012 - Fashion Monster (ファッションモンスター)
- 2013 - Kimi ni 100 Percent/Furisodeshon (キミに100パーセント / ふりそでーしょん)
- 2013 - Ninjya Re Bang Bang (にんじゃりばんばん)
- 2013 - Invader Invader (インベーダーインベーダー)
- 2013 - Mottai Night Land (もったいないとらんど)
- 2014 - Yume no Hajima Ring Ring  (ゆめのはじまりんりん)
- 2014 - Family Party (ファミリーパーティー)
- 2014 - Kira Kira Killer ((きらきらキラー)
- 2015 - Mondai Girl (もんだいガール)
- 2015 - Crazy Party Night
- 2016 - Sai & Co. (最＆高)
- 2017 - Harajuku Iyahoi (原宿いやほい)
- 2017 - Easta - (良すた)